# 元利信義聯勤

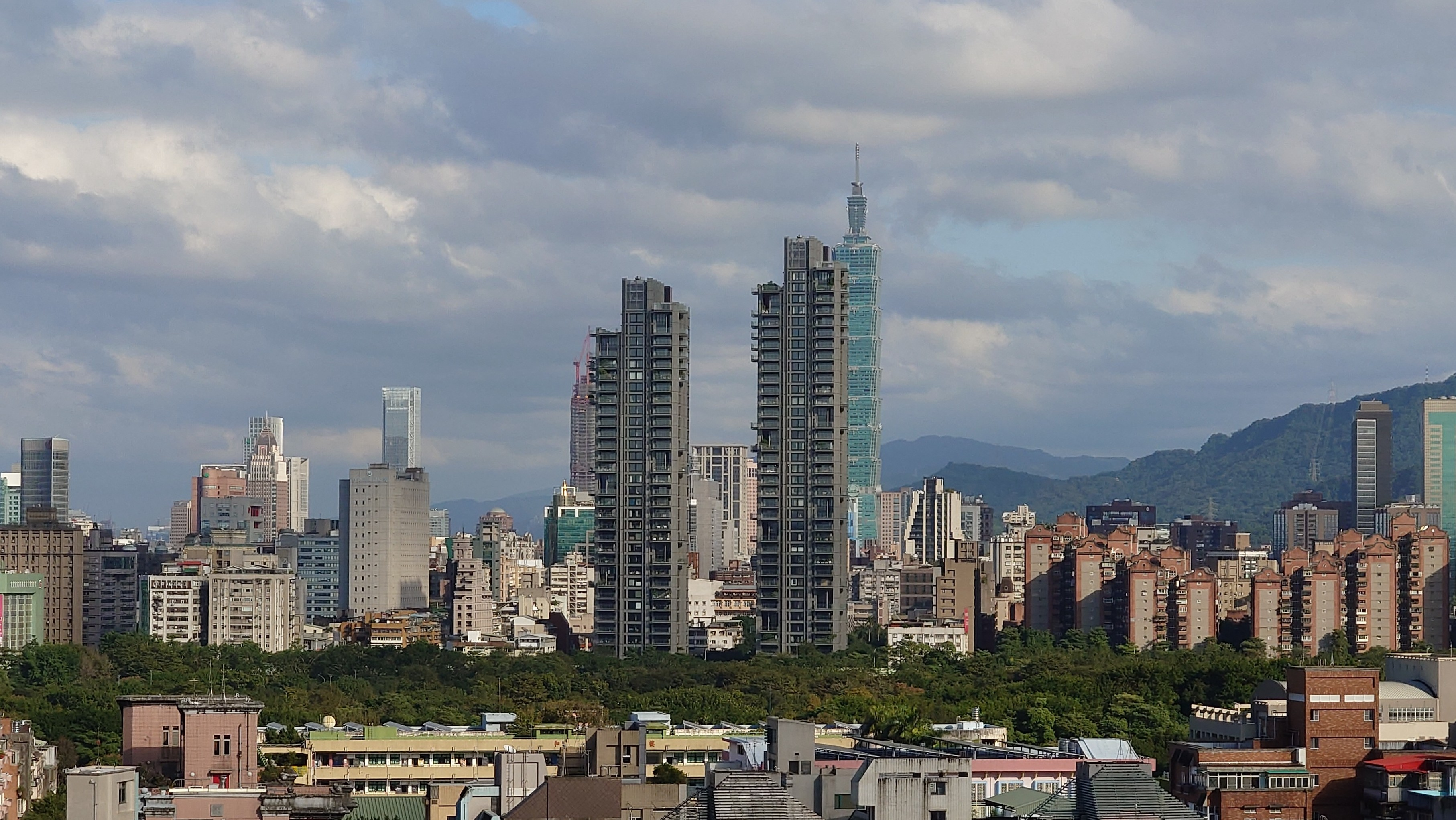
元利信義聯勤大樓與前方大安森林公園

元利信義聯勤（英語：One Park Taipei）是由元利建設建造的豪宅大樓，位於臺灣臺北市大安區建國南路二段55、57、65、67號，分為南北兩棟，於2012年開工並於2018年完工。
擁有2,444坪基地，西向正對大安森林公園。南棟樓高35層，高144.8公尺，北棟31層，高130.3公尺，共計118戶。

## 建築

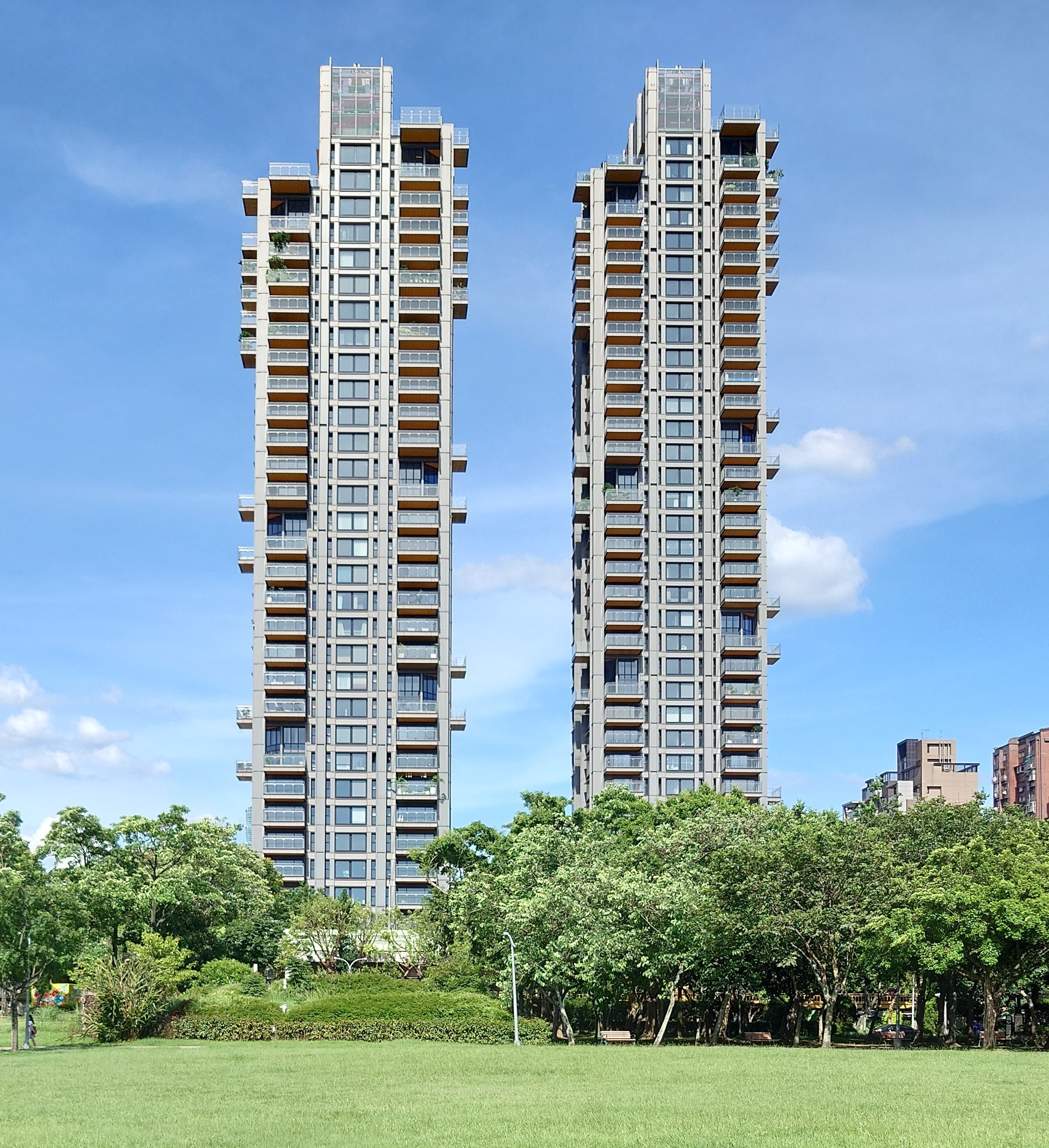
元利信義聯勤正面外觀

由陳傳宗聯合建築師事務所設計，規劃有大片戶外活動綠地與庭園，大樓一樓以斜撐結構工法挑高12米無柱空間，讓所有住家樓層都高於大樓前方的建國南路高架橋。
外觀由普立茲克獎建築大師理察·羅傑斯男爵（Richard Rogers）所規劃設計，以金屬材質（鈦鋅版）與外露結構為主，將森林公園的綠意綿延至立面的垂植綠帶，極簡外觀搭配大膽的橙紅色系。
室內空間規劃設計邀請到英國皇室、美國總統及好萊塢明星御用設計師Kelly Hoppen爵士，將南北兩棟空間分別以金銀雙色作為色彩基調，傢俱飾品主要材質為喀什米爾羊毛、皮革、厚絲絨、漆木、金屬。